# Palazzuolo sul Senio
Palazzuolo sul Senio es una localidad italiana de la ciudad metropolitana de Florencia, región de Toscana, con 1.222 habitantes.

Ubicación de la ciudad de Palazzuolo sul Senio dentro de la provincia de Florencia.

## Evolución demográfica
| Gráfica de evolución demográfica de Palazzuolo sul Senio entre 1861 y 2001 |
|                                                                            |
| Fuente ISTAT - Elaboración gráfica por parte de Wikipedia                  |